# Museum Mile

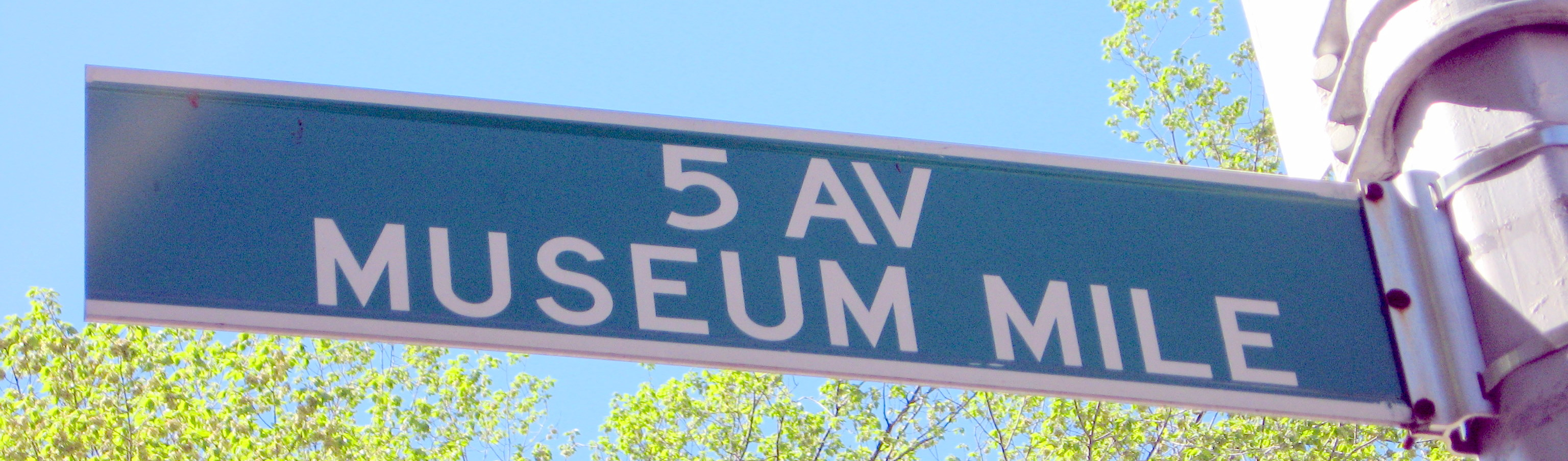
Straatnaambord

De Museum Mile is een deel van de Fifth Avenue in New York, dat zich uitstrekt ten oosten van Central Park. In deze buurt wonen zeer rijke New Yorkers in vaak fraaie gebouwen, maar dit deel van de 5th Avenue heeft zijn faam vooral te danken aan de talrijke musea die aan deze straat gelegen zijn.
Dit betreft, van zuid naar noord:
- De Frick Collection, met schilderijen en een verzameling Frans porselein.
- Het Whitney Museum of American Art, dat vooral 20e-eeuwse kunst belicht.
- Het Metropolitan Museum of Art, dat schilder- en beeldhouwkunst uit de hele wereld en van alle tijden toont, alsmede muziekinstrumenten, meubelen en dergelijke.
- De Neue Galerie New York, met vroeg-20e-eeuwse Duitse en Oostenrijkse kunst.
- Het Guggenheim Museum, dat Europese en Amerikaanse moderne kunst bevat, vanaf het einde der 19e eeuw.
- De National Academy of Design, met Amerikaanse beeldende kunst uit de 19e en 20e eeuw.
- Het Cooper-Hewitt National Design Museum, met een grote verzameling decoratieve kunst, dat een overzicht biedt van de gehele geschiedenis van deze kunstvorm.
- Het Jewish Museum, dat vele voorwerpen uit de Joodse cultuur laat zien.
- Het Museum of the City of New York, met tal van voorwerpen die de geschiedenis van deze stad illustreren.
- El Museo del Barrio, dat kunst toont van de Spaans sprekende New Yorkers, in het bijzonder zij die uit Puerto Rico afkomstig zijn.